# ناحیه الشهبونیه
ناحیه الشهبونیه (به عربی: دائرة الشهبونیة) یک ناحیه در الجزایر است که در استان مدیه واقع شده‌است.